# دين مترتب على السفر
الدَين المترتب على السفر (بالإنجليزية: Debt-lag)‏ هو حالة ناتجة عن الاستخدام المفرط لبطاقات الائتمان أو أشكال أخرى من الاقتراض أثناء السفر. قد يشمل الدين الأموال التي أُنفقت في مرحلة ما قبل السفر، أو أثناء الرحلة وأي مصاريف غير متوقعة تنتج عن تلك الرحلة، مثل رسوم تصريف العملة ورسوم استخدام الصرافات الآلية الأجنبية. قد تستمر حالة الدين المترتب على السفر لشهور أو حتى سنوات بعد إنهاء الشخص لرحلته، ما دام المبلغ المترتب خلال فترة السفر ما يزال معلقاً. يُنصح من يعاني من حالة الدين المترتب على السفر بالتعامل مع الموقف في أسرع وقت ممكن لتجنب دفع رسوم باهظة على شكل فوائد.
مصطلح الدين المترتب على السفر مشابه لمصطلح اضطراب الرحلات الجوية (Jet lag) لأن كلاهما مرتبط بالسفر، وعلى أي حال، قد يتأثر المسافرون بحالة الدين المترتب على السفر من دون أن يغادروا منطقتهم الزمنية. يشير مصطلح إرهاق ما بعد السفر إلى الحالة التي يحتفظ بها الجسم بعد سفر سريع لمسافات طويلة والذي يتطلب أياماً للتأقلم بعد العودة، وتعمل حالة الدين المترتب على السفر بنفس الطريقة تقريباً إذ تشير إلى حاجة المسافر إلى التأقلم بعد العودة أيضاً إلا أنها تتعلق بشكل مباشر بحالة المسافر الاقتصادية أكثر من حالته البدنية.

## الأسباب
تُعزى حالة الدين المترتب على السفر إلى الإنفاق عن طريق البطاقات الائتمانية أثناء التواجد خارج البلاد، وتتضمن دفع قيمة أشياء قبل السفر كتكاليف النقل والإقامة، وتشير التقديرات إلى أن نحو 85% تقريباً من المسافرين يستخدمون بطاقاتهم الائتمانية أثناء عطلاتهم، ومن المفترض أن سبب ذلك هو سهولة استخدامها، وقبولها على نطاق واسع والقدرة على كسب نقاط المكافآت وميزات الحماية الخاصة بالبطاقات الائتمانية.
لا ترتبط حالة الدين المترتب على السفر بشكل وثيق بمسافة الرحلة أو مدتها، ولكن عادة تكون الرحلات الأطول مدة أكثر تكلفة وبالتالي تؤدي إلى حالات متقدمة من الدين المترتب على السفر، إنها حالة اقتصادية منتشرة بين الرجال أكثر من النساء إذ يتعرض اثنان من كل خمسة رجال لصدمة حيال رصيد بطاقته الائتمانية بعد العودة مقارنة مع أقل من واحدة من كل ثلاث نساء.
تعتمد السرعة التي يتعافى فيها شخص ما من حالة الدين المترتب على السفر بشكل كبير على وضعه الاقتصادي وعلى أي ظروف مخففة يصادفها أثناء سفره، ويمكن لعدم وجود تأمين سفر لحالات الطوارئ أو الحالات المعرقلة للسفر إلى زيادة مبلغ الدين المترتب على السفر خصوصاً في واحدة من كل أربع حالات يتم فيها السفر من دون تأمين. إحدى أكثر التكاليف غير المتوقعة شيوعاً والتي يجري تكبدها أثناء السفر خارج البلاد هي التكاليف الناتجة عن التغيرات التي تطرأ في اللحظات الأخيرة على وسائل النقل أو الإقامة والتي يمكن تغطيتها بوساطة بوليصة تأمين سفر شاملة.
يرتبط أحد الأسباب الشائعة لظاهرة الدين المترتب على السفر بالرسوم والتكاليف التي تفرضها المؤسسات الاقتصادية لإتاحة خدماتها خارج البلاد. في الواقع، تحتل هذه التكاليف الخفية كرسوم تصريف العملات واستخدام الصرافات الآلية المرتبة الأولى في قائمة طرق خسارة الأموال التي يواجهها المسافرون أثناء سفرهم.
لا يوجد حد أقصى للمبالغ المالية المرتبطة بالدين المترتب على السفر، رغم أنها محدودة بشكل كبير بالسقف الائتماني للفرد وقدرته على تكديس ديونه، وعلى العكس من ذلك، فالوقت الذي يستغرقه حل مشكلة سداد الدين المترتب على السفر غير محدود، فقد تؤدي رسوم الفوائد المركبة والقدرة على تكديس الديون إلى تجديد المديونية بشكل مستمر حتى بعد انتهاء الرحلة. سيخرج أكثر من ثلث الأشخاص في عطلة مجدداً قبل سداد ديونهم الناجمة عن السفر ما يطيل مدة هذه الحالة.

## الإدارة
يُعتبر وضع ميزانية والاهتمام المناسب بالحالة الاقتصادية الحافز الأقوى ليتخلص الفرد من الديون المترتبة على السفر، ويتضمن ذلك التحضير والبحث ووضع ميزانية تتضمن منتجات مالية مثالية للرحلة قبل السفر وبعده.

### قبل السفر
تقدم العديد من المصارف والمنشآت المالية منتجات معينة خاصة بالسفر مثل بطاقات السفر مسبقة الدفع أو البطاقات الائتمانية قليلة أو عديمة الرسوم الخاصة بتحويل العملات أو تأمين السفر المجاني، وعادة ما تكون هذه المنتجات المالية مناسبة للسفر أكثر بكثير من المنتجات المصرفية العادية وتقلل الإنفاق على الرسوم والتكاليف المرتبطة بالسفر، وتُعتبر الشيكات السياحية بديلاً مناسباً للمسافرين لأخذ نقودهم معهم، وهي طريقة آمنة جداً لحمل الأموال خارج البلاد ولكنها غير مقبولة على نطاق واسع.

### أثناء السفر
هناك بعض الصفات الخاصة بالمنتجات التي ستؤثر على كيفية استخدام منتجاتك المالية خارج البلاد، ومن ضمنها:
- شراء البطاقة الائتمانية وسعرها وأسعار الدفع مقدماً
- رسوم إعادة تعبئة بطاقة السفر مسبقة الدفع
- رسوم استخدام أجهزة الصراف الآلي الأجنبية
- رسوم صرف العملات

قد تساعد معرفة هذه الرسوم والظروف التي تُفرض فيها المسافرين على تجنبها، وبالتالي تخفف فرص حصول حالة دين متقدمة بعد العودة من السفر.

### بعد السفر
تُعتبر الفترة اللاحقة تماماً للسفر فترة أساسية في تقليل التأثيرات بعيدة المدى للدين المترتب على السفر، ففي حال تسديد الدين في الوقت المناسب، يمكن للمسافر أن يتجنب دفع الفوائد ولا سيما إن أدرج أيام خالية من الفوائد في ميزانيته قبل السفر.
بينما يعتقد غالبية المسافرين أن بإمكانهم سداد ديونهم خلال بضعة أشهر، لكن من يفشل منهم في ذلك يجد نفسه مرغماً على دفع آلاف الفوائد بالإضافة إلى مبلغ الدين الأساسي. يمكن أن يساعد تحويل رصيد الدين إلى بطاقة ائتمان فارغة أو ذات رصيد منخفض في تخفيف التوتر المتعلق بتأخر سداد الديون المترتبة على السفر على المدى الطويل.